# Earlymusic (фестиваль)
Международный фестиваль Earlymusic — фестиваль старинной музыки в России и Восточной Европе. Фестиваль проводится ежегодно во второй половине сентября — начале октября и представляет российской публике европейское музыкальное наследие эпохи Средневековья, Ренессанса, барокко и классицизма, а также музыку русского двора XVIII века в исполнении музыкантов с мировыми именами.

## История
Фестиваль был основан в 1998 году в Санкт-Петербурге Марком де Мони, Элизабет Уайт (директором Британского Совета с 1998 по 2001 год) и Андреем Решетиным, экс-скрипачом рок-группы «Аквариум» и одним из основателей российского барочного ансамбля «Musica Petropolitana».
На протяжении последующих трёх лет фестиваль привлёк поддержку ещё нескольких консульств и культурных институтов, и к 2000 году стал совместным проектом Британского Совета, Французского института, Гёте-института, Голландского, Финского и Итальянского консульств.
В рамках Фестиваля была представлена постановка первой в истории барочной оперы на русский сюжет — «Борис Годунов» немецкого композитора Иоганна Маттезона (1710 год, Гамбург), восстановлена опера «Мнимые философы» придворного композитора Екатерины Великой Джованни Паизиелло (показана в Санкт-Петербурге и Утрехте в 2003 году), был создан Барочный Балет Анджолини — первая российская профессиональная труппа барочного танца под руководством немецкого дансмайстера Клауса Абромейта. Силами ансамбля «Солисты Екатерины Великой» реализуются исследовательские программы фестиваля русской музыки XVIII века.

## Образовательная деятельность
В рамках фестиваля реализуется ряд образовательных проектов, в том числе проводятся лекции, мастер классы, воркшопы.

## Издательская деятельность
| Год  | Место проведения | Участники |
| ---- | --- | --- |
| 2008 | XI международный фестиваль EARLYMUSIC «Вокруг света с EARLYMUSIC» (Эрмитаж, Меншиковский дворец,Сампсониевский собор, Мальтийская капелла, Государственная академическая капелла)                                                           | Нима Ферейдуни (Иран), Фархад Саиди (Иран), Маджид Рахнама (Иран), Эндрю Лоуренс-Кинг (Великобритания), Каёко Накагава (Япония), Эрик Босграф (Нидерланды), Изхар Элиас (Нидерланды), Аапо Хаккинен (Финляндия), Мужской хор Санкт-Петербургского Подворья Монастыря Оптина Пустынь, Солисты Екатерины Великой (Россия)                                   |
| 2007 | 'X международный фестиваль EARLYMUSIC «Земля и Небо» (Мальтийская капелла, Малый зал филармонии, Тронный зал Большого дворца в Петергофе),                                                                                                  | Le Poeme Harmonique (Франция), Organum (Франция), Солисты Екатерины Великой (Россия), Майкл Чанс (Великобритания), Густав Леонхардт (Нидерланды), Жорди Саваль и Hesperion XXI (Испания), Concerto Palatino (Италия, Нидерланды) |
| 2006 | 'IX международный фестиваль EARLYMUSIC «Время игры» (Екатерининский дворец в Царском Селе, Елагин дворец, Малый зал консерватории, Шереметевский дворец, Мальтийская капелла, Меншиковский дворец, Тронный зал Большого дворца в Петергофе) | Il fundamento (Бельгия), Altera Musica (Самара, Россия), Кристиан Безуденхаут (США), Дмитрий Синковский (Россия), Мария Успенская (Россия), Micrologis (Италия), Паоло Пандольфо (Италия), Les Basses Reunies (Франция), Оркестр Екатерины Великой (Россия), Пол О’Детт (США), Андрей Решетин (Россия), Мария Крестинская (Россия), Брюно Коксе (Франция) |
| 2005 | 'VIII международный фестиваль EARLYMUSIC «Крайности барокко» (Малый зал филармонии, Шереметевский дворец, Мальтийская капелла) | Red Priest (Великобритания), Ausonia (Бельгия), L’Arpeggiata (Франция), Андрей Решетин (Россия), Мария Крестинская (Россия), Alla Francesca (Франция), Питер ван Хейген (Бельгия), Крис Верхельст (Бельгия), Мариан Миннен (Бельгия), Уильям Бёрд (Франция), Mala Punica, руководитель Педро Мемельсдорф (Италия)                                         |